# Алиев, Нажмудин Ахалович
Нажмутдин Ахалович Алиев (1930—) — советский и российский работник промышленности, стекловар «Завода стекловолокна» в Махачкале. Первый секретарь Цунтинского райкома КПСС.

## Биография
Родился 1930 году. Родом из села Гунзиб Цунтинского района.

Награждён Орденом Ленина.
В 1979 году избран депутатом Верховного Совета СССР 10 созыва.